# 1350년

## 연호
- 원(元) 지정(至正) 10년
- 일본(日本) 남조(南朝) 쇼헤이(正平) 5년
- 일본(日本) 북조(北朝) 조와(貞和) 6년 / 간노(観応) 원년
- 쩐 왕조(陳朝) 티에우퐁(紹豊) 10년

## 기년
- 원(元) 혜종(惠宗) 18년
- 고려(高麗) 충정왕(忠定王) 2년
- 쩐 왕조(陳朝) 유종(裕宗) 10년

## 사건
- 기독교 이단 교파 알비파 소멸
- 인주 왕조의 아부 이샤크가 무자파르 왕조의 야즈드를 공격했으나 실패
- 왜구의 한반도 침입이 본격화되었다.[1][2]

## 사망
- 8월 22일 - 필리프 6세, 프랑스의 발루아 왕가의 초대 왕.